# Naturschutzgebiet Lange Bäume

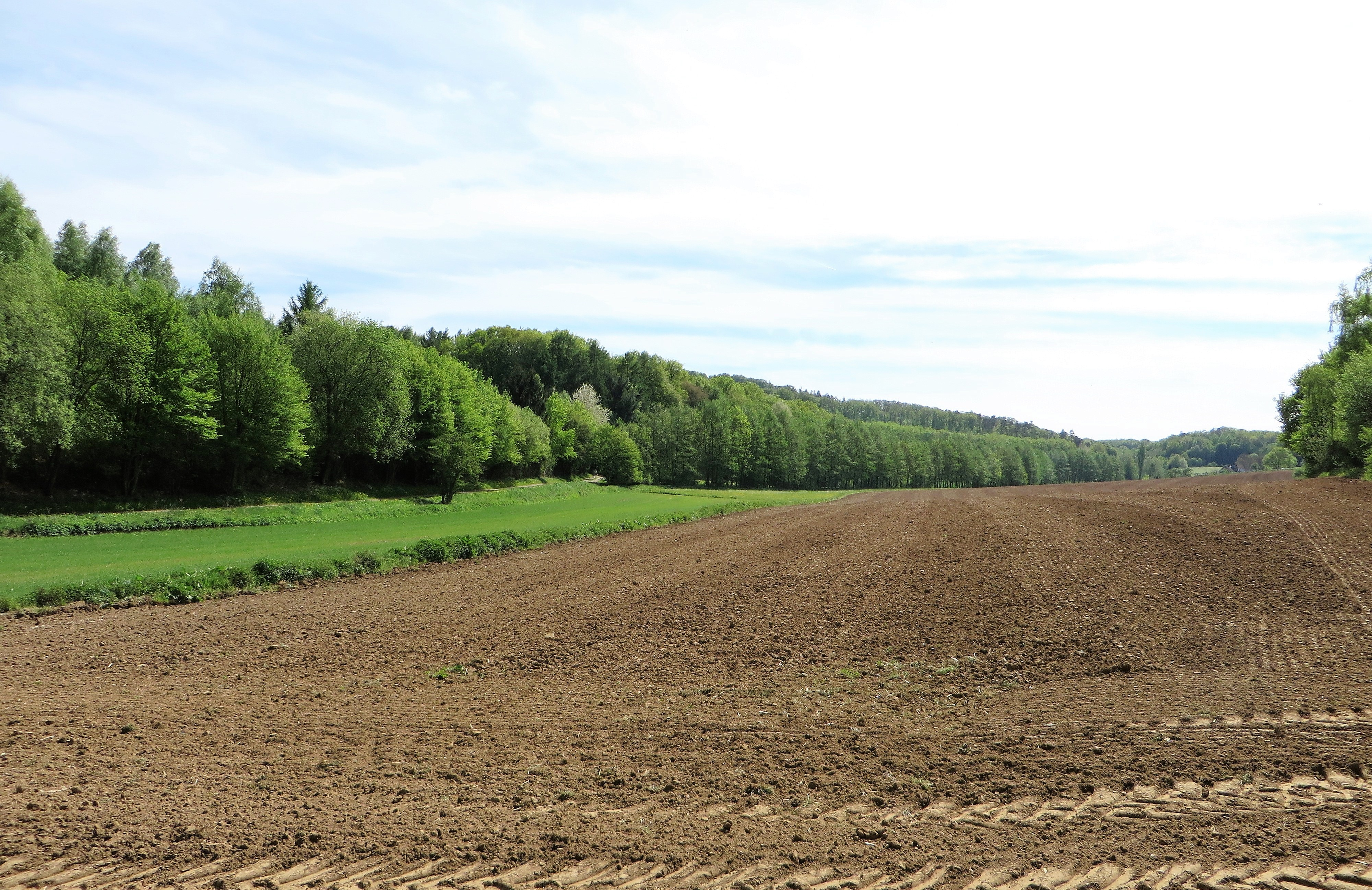
Naturschutzgebiet Lange Bäume

Das Naturschutzgebiet Lange Bäume mit einer Flächengröße von 13,33 ha befindet sich auf dem Gebiet der kreisfreien Stadt Hagen in Nordrhein-Westfalen. Das Naturschutzgebiet (NSG) liegt im Hagener Stadtteil Holthausen. Das NSG wurde 1994 mit dem Landschaftsplan der Stadt Hagen vom Stadtrat von Hagen ausgewiesen. Im Osten grenzt das NSG direkt an die L 693. Im Osten grenzt direkt die Bebauung von Holthausen an. Das NSG gehört zum FFH-Gebiet Kalkbuchenwälder bei Hohenlimburg (DE 4611-301). Zum FFH-Gebiet Kalkbuchenwälder bei Hohenlimburg gehören die nördlich, östlich und südöstlich liegenden Gebiete Naturschutzgebiet Hünenpforte, Naturschutzgebiet Mastberg und Weißenstein, Naturschutzgebiet Temporärer Mastberg und Naturschutzgebiet Raffenberg.

## Gebietsbeschreibung
Im NSG befinden sich Waldflächen und kleinere Grünlandflächen. Im Wald befinden sich hauptsächlich  Buchenwäldern. Beim Buchenwald handelt es sich um Orchideen-Buchenwald, Hainsimsen-Buchenwald und Perlgras-Buchenwald. Im Orchideen-Kalk-Buchenwald stehen zahlreiche Orchideen. Teilweise sind die Buchen mehrstämmig, was auf eine ehemalige Niederwald-Nutzung hinweist.

## Schutzzweck
Das NSG wurde zur Erhaltung und Wiederherstellung von Lebensgemeinschaften oder Lebensstätten bestimmter wildlebender Pflanzen- und wildlebender Tierarten sowie zur Erhaltung und Entwicklung überregional bedeutsamer Biotope seltener und gefährdeter sowie landschaftsraumtypischer wildlebender Pflanzen- und wildlebender Tierarten von europäischer Bedeutung als Naturschutzgebiet ausgewiesen.